# Rattapon Auttawong
Rattapon Auttawong (thailändisch รัฐพล อัฐวงศ์, * 12. März 1981) ist ein thailändischer Fußballspieler.

## Karriere
Rattapon Auttawong stand von 2013 bis 2014 bei Chiangrai United unter Vertrag. Der Verein aus Chiangrai spielte in der höchsten thailändischen Liga, der Thai Premier League. Für Chiangrai absolvierte er mindestens 25 Erstligaspiele. Die Saison 2015 spielte er für den Ligakonkurrenten Osotspa FC. Anfang 2016 unterschrieb er einen Vertrag beim ebenfalls in der ersten Liga spielenden Navy FC in Sattahip. Nach neun Erstligaspielen ging er nach der Hinrunde zum Phrae United FC. Der Verein aus Phrae spielte in der dritten Liga, der Regional League Division 2, in der Northern Region. Mit dem Klub wurde er 2019 Vizemeister der dritten Liga und stieg somit in die zweite Liga auf.

## Erfolge
Phrae United FC
- Thai League 3 – Upper Region: 2019 (Vizemeister)  ▲